# اچ‌ام‌اس الیزابت (۱۷۶۹)
اچ‌ام‌اس الیزابت (۱۷۶۹) (به انگلیسی: HMS Elizabeth (1769)) یک کشتی بود که طول آن ۱۶۸ فوت ۶ اینچ (۵۱٫۳۶ متر) بود. این کشتی در سال ۱۷۶۹ ساخته شد.